# Municipio de Liberty (condado de Madison)
El municipio de Liberty (en inglés: Liberty Township) es un municipio ubicado en el condado de Madison en el estado estadounidense de Misuri. En el año 2010 tenía una población de 250 habitantes y una densidad poblacional de 1,49 personas por km².

## Geografía
El municipio de Liberty se encuentra ubicado en las coordenadas 37°24′5″N 90°30′36″O / 37.40139, -90.51000. Según la Oficina del Censo de los Estados Unidos, el municipio tiene una superficie total de 167.78 km², de la cual 166,47 km² corresponden a tierra firme y (0,78 %) 1,31 km² es agua.

## Demografía
Según el censo de 2010, había 250 personas residiendo en el municipio de Liberty. La densidad de población era de 1,49 hab./km². De los 250 habitantes, el municipio de Liberty estaba compuesto por el 94,8 % blancos, el 1,2 % eran amerindios, el 3,2 % eran asiáticos, el 0,8 % eran de otras razas. Del total de la población el 2 % eran hispanos o latinos de cualquier raza.